# Adiantum discolor
Adiantum discolor är en kantbräkenväxtart som beskrevs av Jefferson Prado. Adiantum discolor ingår i släktet Adiantum och familjen Pteridaceae. Inga underarter finns listade.